# Linus (luna)
 (22) Kaliopa I Linus  je asteroidna luna, ki kroži okoli velikega asteroida 22 Kaliopa

## Odkritje
Na Observatoriju Keck sta ga odkrila 29. avgusta 2001 astronoma Jean-Luc Margot in Michael E. Brown. Druga skupina ga je opazila s pomočjo Kanadsko-francosko-havajskega teleskopa 2. septembra 2001 (oba teleskopa se nahajata na Mauna Kei). Luna je dobila začasno oznako  S/2001 (22) 1. Ime so ji dodelili 8. avgusta 2003. Ime je dobila po Linusu, ki je bil sin muze Kaliope in odkritelj melodije in ritma v grški mitologiji.

## Lastnosti
Asteroid Linus ima premer 38 ± 6 km. Linus obkroža asteroid Kaliopo na oodaljenosti okoli 1065 km, kar je 12 Kaliopinih polmerov. Za asteroid je Linus precej velik, v glavnem asteroidnem pasu je samo ena asteroidna luna večja, to je luna, ki obkroža Antiopo. Včasih se sistem Antiope opisuje kot dvojni asteroid.
Linusova tirica kaže precej hitro precesijo, saj obrat naredi v nekaj letih. To je tudi posledica Kaliopine nepravilne oblike. Svetlost Linusa se precej spreminja, kar je tudi posledica podolgovate oblike.
Linus je verjetno nastal kot izvrženi material ob trku neznanega telesa s Kaliopo.